# みちのくインパルス
『みちのくインパルス』は、ミヤギテレビ、青森放送、秋田テレビ、山形放送、福島中央テレビで放送されていたバラエティ番組。全24回。製作局のミヤギテレビでは2005年4月19日から同年9月27日まで（深夜番組なので正確には4月20日から9月28日まで）放送。

## 番組内容
お笑い芸人のインパルスが、東北地方を旅するバラエティ番組。毎回の内容はインパルス自身が挙げた「会いたい人」「やりたいこと」を記入した番組特製スロットを回し、「だれと」「どこで」「どうする」を決め、その目的を果たすまでロケが終わらない、所持金ゼロ、ぶっつけ本番のガチンコぶらり旅。

## 出演者
- インパルス（堤下敦・板倉俊之）
- 藤崎香子
- 三瓶（ナレーター）

## 放送リスト
| 回 | 放送日  | ロケ地           | 旅の目的                                             | 他の出演者                       |
| -- | ------- | ---------------- | ---------------------------------------------------- | -------------------------------- |
| 1  | 4月20日 | 宮城県仙台市     | 仙台で地元で話題の人と行列のできる店でたらふく食べる | 5GAP                             |
| 2  | 4月27日 | 宮城県松島町     | 松島で看板娘と混浴露天風呂に入る                     | 5GAP                             |
| 3  | 5月4日  | 福島県いわき市   | いわきでラブラブカップルとスポーツ                   | コンマニセンチ                   |
| 4  | 5月11日 | 福島県伊達市     | 伊達で双子姉妹とおいしい料理を食べる                 |                                  |
| 5  | 5月18日 | 福島県会津若松市 | 会津若松で達人とドライブ                             |                                  |
| 6  | 5月25日 | 秋田県大館市     | タメ年のOLとデートスポットで本物の涙を流す           | アームストロング                 |
| 7  | 6月1日  | 秋田県能代市     | 元ヤンキーと最近話題の店で1kgやせる                  | アームストロング                 |
| 8  | 6月8日  | 青森県黒石市     | 新女子大生と自宅でサッパリする                       |                                  |
| 9  | 6月15日 | 青森県           | セレブと絶景ポイントで夏を先取り                     | 羽柴誠三秀吉                     |
| 10 | 6月22日 | 青森県三沢市     | ○○似の人とたまり場でごちそうする                     | ロシアンモンキー                 |
| 11 | 6月29日 | 青森県十和田市   | 美女50人とアウトドアで記念写真を撮る                 | ロシアンモンキー                 |
| 12 | 7月6日  | 青森県むつ市     | 新婚と秘湯で添い寝する                               | ロシアンモンキー                 |
| 13 | 7月13日 | 宮城県古川市     | Dカップと駅前ロータリーでセッション                  | コンマニセンチ                   |
| 14 | 7月20日 | 山形県東根市     | 若女将と職場でコスプレ                               | コンマニセンチ                   |
| 15 | 7月27日 | 福島県郡山市     | 元卓球部と剥製のある家でデュエット                   | コンマニセンチ                   |
| 16 | 8月3日  | 山形県米沢市     | ゴールド免許と新築で夏のムダ毛処理                   | コンマニセンチ                   |
| 17 | 8月10日 | 福島県福島市     | チョビヒゲ社長と老舗でキャメルクラッチ               | コンマニセンチ                   |
| 18 | 8月17日 | 山形県鶴岡市     | 体が柔かい人とマッサージチェアのある家で旬の物を頂く | 吉田サラダ                       |
| 19 | 8月24日 | 宮城県石巻市     | 三瓶と海で初体験                                     | 三瓶                             |
| 20 | 8月31日 | 宮城県仙台市     | 三瓶とナンパで合コン                                 | 三瓶                             |
| 21 | 9月7日  | 秋田県秋田市     | 村上ショージが秋田美人と夏の思い出作り               | 村上ショージ、ラフ・コントロール |
| 22 | 9月14日 | 秋田県秋田市     | 初めて帰省中の人と心霊スポットで昆虫採集             | ラフ・コントロール               |
| 23 | 9月21日 | 秋田県潟上市     | プロレス好きとカラオケBOXで愛を叫ぶ                  | ラフ・コントロール               |
| 24 | 9月28日 | 秋田県潟上市     | 未公開&総集編スペシャル!!                            |                                  |

## 放送局
製作局のミヤギテレビをはじめ東北地方の日本テレビ系列局で放送されていたが、秋田県ではフジテレビ系列の秋田テレビで放送されていた。
| 放送対象地域 | 放送局         | 系列           | 放送日時           | 備考   |
| ------------ | -------------- | -------------- | ------------------ | ------ |
| 宮城県       | ミヤギテレビ   | 日本テレビ系列 | 火曜 24:55 - 25:25 | 製作局 |
| 青森県       | 青森放送       | 日本テレビ系列 | 木曜 25:24 - 25:54 |        |
| 秋田県       | 秋田テレビ     | フジテレビ系列 | 水曜 25:05 - 25:35 |        |
| 山形県       | 山形放送       | 日本テレビ系列 | 水曜 25:29 - 25:55 |        |
| 福島県       | 福島中央テレビ | 日本テレビ系列 | 木曜 24:59 - 25:29 |        |